# Coupe d'Afrique des nations de football 2012
Navigation
Angola 2010 Afrique du Sud 2013
La Coupe d'Afrique des nations de football 2012 est la 28e édition de la Coupe d'Afrique des nations de football (CAN), compétition organisée par la Confédération africaine de football et rassemblant les meilleures équipes masculines africaines. Elle se déroule au Gabon et en Guinée équatoriale du 21 janvier au 12 février 2012. Le match d'ouverture se joue au Stade de Bata en  Guinée équatoriale et la finale a lieu au Stade d'Angondjé de la capitale gabonaise, Libreville.
C'est la deuxième fois qu'une phase finale de Coupe d'Afrique des nations est co-organisée par deux pays après le Ghana avec le Nigeria en 2000.
La Zambie remporte la 28e CAN à l'issue de la finale contre la Côte d'Ivoire (0-0 a.p.) en s'imposant dans la séance de tirs au but par 8 tirs au but à 7.

## Préparation de l'événement

### Désignation du pays organisateur
Le Gabon et la Guinée équatoriale ont présenté une candidature commune pour organiser la CAN 2010, remportée finalement par l'Angola le 4 septembre 2006. Toujours le même soir, la CAF a attribué au Gabon et à la Guinée équatoriale, l'organisation de la CAN 2012, et à la Libye la CAN 2014.

## Villes et stades retenus
Les rencontres clé de la compétition sont réparties entre les deux pays organisateurs de la manière suivante : le match d'ouverture, une demi-finale et le match pour la troisième place se tiennent en Guinée équatoriale tandis que le Gabon accueille une demi-finale et la finale.

| Libreville        | Franceville          | Bata              | Malabo                  |
| ----------------- | -------------------- | ----------------- | ----------------------- |
| Stade d'Angondjé  | Stade de Franceville | Estadio de Bata   | Nuevo Estadio de Malabo |
|                   |                      |                   |                         |
| Capacité : 45 000 | Capacité : 40 000    | Capacité : 40 000 | Capacité : 20 000       |

## Acteurs de cette Coupe d'Afrique des nations

### Arbitres
Voici la liste officielle des arbitres qui arbitrent les matchs de la CAN 2012 : 
18 arbitres centraux et 21 arbitres assistants
- Mohamed Benouza
- Djamel Haimoudi
- Sidi Alioum
- Désiré Doué Noumandiez
- Gehad Grisha
- Eric Otogo-Castane
- Bakary Gassama
- Hamada Nampiandraza
- Koman Coulibaly
- Ali Lemghaifry
- Rajindraparsad Seechurn
- Bouchaïb El Ahrach
- Badara Diatta
- Eddy Maillet
- Daniel Bennett
- Khalid Abdel Rahman
- Selim Jedidi
- Janny Sikazwe

### Équipes engagées dans les éliminatoires
Le tirage au sort des groupes des éliminatoires de la CAN 2012 a lieu le 20 février 2010 à Lubumbashi,.
Ces éliminatoires débutent le 1er juillet 2010 et se terminent le 9 octobre 2011.
| Groupe   | Équipe 1      | Équipe 2       | Équipe 3     | Équipe 4     |
| -------- | ------------- | -------------- | ------------ | ------------ |
| Groupe A | Mali          | Cap-Vert       | Zimbabwe     | Liberia      |
| Groupe B | Nigeria       | Guinée         | Éthiopie     | Madagascar   |
| Groupe C | Zambie        | Mozambique     | Libye        | Comores      |
| Groupe D | Algérie       | Maroc          | Tanzanie     | Centrafrique |
| Groupe E | Cameroun      | Sénégal        | RD Congo     | Maurice      |
| Groupe F | Burkina Faso  | Gambie         | Namibie      | Mauritanie   |
| Groupe G | Égypte        | Afrique du Sud | Sierra Leone | Niger        |
| Groupe H | Côte d'Ivoire | Bénin          | Rwanda       | Burundi      |
| Groupe I | Ghana         | Congo          | Soudan       | Eswatini     |
| Groupe J | Angola        | Ouganda        | Kenya        | Gabon        |
| Groupe K | Tunisie       | Malawi         | Tchad        | Botswana     |

### Équipes qualifiées pour la phase finale

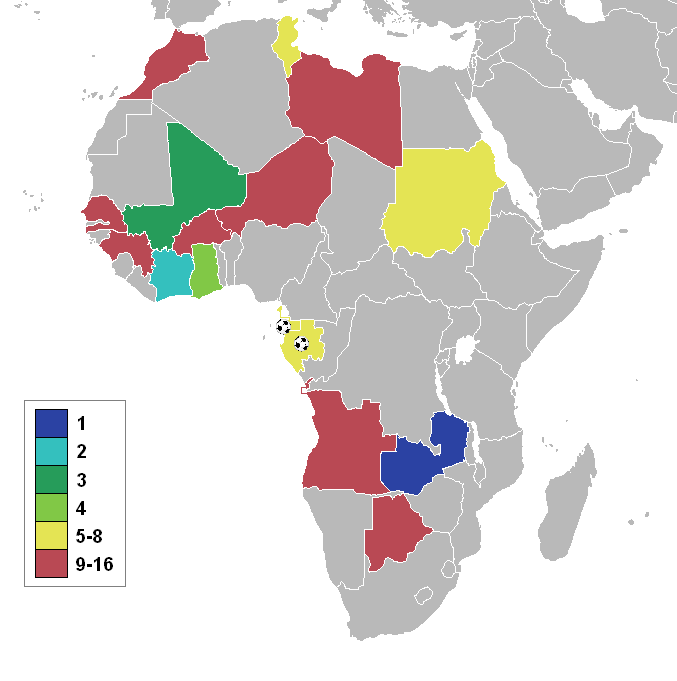

Les équipes qualifiées sont:
| Pays               | Position                        | Date              | Précédentes apparitions dans le tournoi                                                                         |
| ------------------ | ------------------------------- | ----------------- | --- |
| Gabon              | Co-pays hôte, qualifié d'office | 029 juillet 2007  | 04 (1994, 1996, 2000, 2010)                                                                                     |
| Guinée équatoriale | Co-pays hôte, qualifié d'office | 029 juillet 2007  | 0 |
| Botswana           | Vainqueur du groupe K           | 026 mars 2011     | 0 |
| Côte d'Ivoire      | Vainqueur du groupe H           | 05 juin 2011      | 18 (1965, 1968, 1970, 1974, 1980, 1984, 1986, 1988, 1990, 1992, 1994, 1996, 1998, 2000, 2002, 2006, 2008, 2010) |
| Burkina Faso       | Vainqueur du groupe F           | 03 septembre 2011 | 07 (1978, 1996, 1998, 2000, 2002, 2004, 2010)                                                                   |
| Sénégal            | Vainqueur du groupe E           | 03 septembre 2011 | 11 (1965, 1968, 1986, 1990, 1992, 1994, 2000, 2002, 2004, 2006, 2008)                                           |
| Guinée             | Vainqueur du groupe B           | 08 octobre 2011   | 09 (1970, 1974, 1976, 1980, 1994, 1998, 2004, 2006, 2008)                                                       |
| Zambie             | Vainqueur du groupe C           | 08 octobre 2011   | 14 (1974, 1978, 1982, 1986, 1990, 1992, 1994, 1996, 1998, 2000, 2002, 2006, 2008, 2010)                         |
| Libye              | Meilleur deuxième               | 08 octobre 2011   | 02 (1982, 2006)                                                                                                 |
| Ghana              | Vainqueur du groupe I           | 08 octobre 2011   | 17 (1963, 1965, 1968, 1970, 1978, 1980, 1982, 1984, 1992, 1994, 1996, 1998, 2000, 2002, 2006, 2008, 2010)       |
| Angola             | Vainqueur du groupe J           | 08 octobre 2011   | 05 (1996, 1998, 2006, 2008, 2010)                                                                               |
| Mali               | Vainqueur du groupe A           | 08 octobre 2011   | 06 (1972, 1994, 2002, 2004, 2008, 2010)                                                                         |
| Niger              | Vainqueur du groupe G           | 08 octobre 2011   | 0 |
| Tunisie            | Deuxième du groupe K            | 08 octobre 2011   | 14 (1962, 1963, 1965, 1978, 1982, 1994, 1996, 1998, 2000, 2002, 2004, 2006, 2008, 2010)                         |
| Maroc              | Vainqueur du groupe D           | 09 octobre 2011   | 13 (1972, 1976, 1978, 1980, 1986, 1988, 1992, 1998, 2000, 2002, 2004, 2006, 2008)                               |
| Soudan             | 2e meilleur deuxième            | 09 octobre 2011   | 07 (1957, 1959, 1963, 1970, 1972, 1976, 2008)                                                                   |

#### Commentaires
L'Égypte, septuple vainqueur et triple tenante du titre, ne s'est pas qualifiée en terminant 4e et dernier de sa poule.

Pour cette 28e édition 5 nations ayant déjà remporté le titre se sont qualifiées :
- Ghana (4)
- Côte d'Ivoire (1)
- Maroc (1)
- Tunisie (1)
- Soudan (1)

## Groupes

### Tirage au sort
Le tirage au sort de l'édition 2012 de la Coupe d'Afrique des nations de football (CAN), organisée conjointement par le Gabon et la Guinée équatoriale, a eu lieu le samedi 29 octobre à Malabo, en Guinée équatoriale.
| Classement       | Points   |
| ---------------- | -------- |
| Vainqueur        | 7 points |
| Finaliste        | 5 points |
| Demi-Finaliste   | 3 points |
| Quarts de Finale | 2 points |
| 1er tour         | 1 point  |

- Pour la Coupe d'Afrique des nations de football 2010 les points sont multipliés par trois.
- Pour la Coupe d'Afrique des nations de football 2008 les points sont multipliés par deux.
- Pour la Coupe d'Afrique des nations de football 2006 les points sont multipliés par un.

Les chapeaux sont les suivants :
| Chapeau 1 | Chapeau 2                                                                 | Chapeau 3                                                                   | Chapeau 4                                                            |
| --- | ------------------------------------------------------------------------- | --------------------------------------------------------------------------- | -------------------------------------------------------------------- |
| Guinée équatoriale (Pays organisateur) Gabon (Pays organisateur) Ghana (22 points) Côte d'Ivoire (17 points) | Angola (11 points) Tunisie (9 points) Zambie (9 points) Guinée (6 points) | Mali (5 points) Sénégal (5 points) Maroc (3 points) Burkina Faso (3 points) | Soudan (2 points) Libye (1 point) Botswana (0 point) Niger (0 point) |

Voici la liste des groupes à la suite du tirage au sort du 29 octobre 2011.
| Groupe A                                                    | Groupe B                                 | Groupe C                                      | Groupe D                   |
| ----------------------------------------------------------- | ---------------------------------------- | --------------------------------------------- | -------------------------- |
| Guinée équatoriale (Pays organisateur) Zambie Sénégal Libye | Côte d'Ivoire Angola Burkina Faso Soudan | Gabon (Pays organisateur) Tunisie Maroc Niger | Ghana Guinée Mali Botswana |

### Règlement
En cas d’égalité de points entre deux équipes ou plus, au terme des matches de
groupe, les équipes sont départagées selon les critères successifs suivants  :
- le plus grand nombre de points obtenus lors des rencontres entre les équipes en question
- la meilleure différence de buts lors des rencontres entre les équipes en question
- le plus grand nombre de buts marqués dans les matchs de groupe entre les équipes concernées
- la différence de buts sur l’ensemble des parties disputées dans le groupe
- le plus grand nombre de buts marqués sur l’ensemble des matches du groupe
- le classement fair-play
- un tirage au sort effectué par la CAF

### Groupe A
| Rang | Équipe             | Pts | J | G | N | P | Bp | Bc | Diff |
| ---- | ------------------ | --- | - | - | - | - | -- | -- | ---- |
| 1    | Zambie             | 7   | 3 | 2 | 1 | 0 | 5  | 3  | +2   |
| 2    | Guinée équatoriale | 6   | 3 | 2 | 0 | 1 | 3  | 2  | +1   |
| 3    | Libye              | 4   | 3 | 1 | 1 | 1 | 4  | 4  | 0    |
| 4    | Sénégal            | 0   | 3 | 0 | 0 | 3 | 3  | 6  | -3   |

1re journée
| 1re journée                   | Guinée équatoriale | 1 - 0 | Libye | Stade de Bata (Bata)                                    |                                                         |
| 21 janvier 2012 19h30 (UTC+1) | Balboa 87e         |       |       | Spectateurs : 35 000 Arbitrage : Désiré Doué Noumandiez | Spectateurs : 35 000 Arbitrage : Désiré Doué Noumandiez |
| 21 janvier 2012 19h30 (UTC+1) | Rapport            |       |       | Spectateurs : 35 000 Arbitrage : Désiré Doué Noumandiez | Spectateurs : 35 000 Arbitrage : Désiré Doué Noumandiez |

| 21 janvier 2012 | Sénégal    | 1 - 2 | Zambie                  | Stade de Bata (Bata)                         |                                              |
| 22h00 (UTC+1)   | N'Doye 74e |       | Mayuka 12e · Kalaba 20e | Spectateurs : 17 500 Arbitrage : Sidi Alioum | Spectateurs : 17 500 Arbitrage : Sidi Alioum |
| 22h00 (UTC+1)   | Rapport    |       |                         | Spectateurs : 17 500 Arbitrage : Sidi Alioum | Spectateurs : 17 500 Arbitrage : Sidi Alioum |

2e journée
| 25 janvier 2012 | Libye       | 2 - 2 | Zambie                   | Stade de Bata (Bata)                            |                                                 |
| 17h00 (UTC+1)   | Saad 5e 47e |       | Mayuka 29e · Katongo 54e | Spectateurs : 1 500 Arbitrage : Koman Coulibaly | Spectateurs : 1 500 Arbitrage : Koman Coulibaly |
| 17h00 (UTC+1)   | Rapport     |       |                          | Spectateurs : 1 500 Arbitrage : Koman Coulibaly | Spectateurs : 1 500 Arbitrage : Koman Coulibaly |

| 25 janvier 2012 | Guinée équatoriale         | 2 - 1   | Sénégal | Stade de Bata (Bata)                                 |                                                      |
| 20h00 (UTC+1)   | Iyanga 62e · Álvarez 90+4e |         | Sow 90e | Spectateurs : 35 000 Arbitrage : Khalid Abdel Rahman | Spectateurs : 35 000 Arbitrage : Khalid Abdel Rahman |
| 20h00 (UTC+1)   | Doe 90+5e                  | Rapport |         | Spectateurs : 35 000 Arbitrage : Khalid Abdel Rahman | Spectateurs : 35 000 Arbitrage : Khalid Abdel Rahman |

3e journée
| 29 janvier 2012 | Guinée équatoriale | 0 - 1 | Zambie      | Nuevo Estadio de Malabo (Malabo)                 |                                                  |
| 19h00 (UTC+1)   |                    |       | Katongo 68e | Spectateurs : 44 000 Arbitrage : Mohamed Benouza | Spectateurs : 44 000 Arbitrage : Mohamed Benouza |
| 19h00 (UTC+1)   | Rapport            |       |             | Spectateurs : 44 000 Arbitrage : Mohamed Benouza | Spectateurs : 44 000 Arbitrage : Mohamed Benouza |

| 29 janvier 2012 | Libye           | 2 - 1 | Sénégal        | Stade de Bata (Bata)                                     |                                                          |
| 19h00 (UTC+1)   | Boussefi 5e 84e |       | D. N'Diaye 11e | Spectateurs : 10 000 Arbitrage : Rajindraparsad Seechurn | Spectateurs : 10 000 Arbitrage : Rajindraparsad Seechurn |
| 19h00 (UTC+1)   | Rapport         |       |                | Spectateurs : 10 000 Arbitrage : Rajindraparsad Seechurn | Spectateurs : 10 000 Arbitrage : Rajindraparsad Seechurn |

### Groupe B
| Rang | Équipe        | Pts | J | G | N | P | Bp | Bc | Diff |
| ---- | ------------- | --- | - | - | - | - | -- | -- | ---- |
| 1    | Côte d'Ivoire | 9   | 3 | 3 | 0 | 0 | 5  | 0  | +5   |
| 2    | Soudan        | 4   | 3 | 1 | 1 | 1 | 4  | 4  | 0    |
| 3    | Angola        | 4   | 3 | 1 | 1 | 1 | 4  | 5  | -1   |
| 4    | Burkina Faso  | 0   | 3 | 0 | 0 | 3 | 2  | 6  | -4   |

1re journée
| 1re journée                   | Côte d'Ivoire | 1 - 0 | Soudan | Nuevo Estadio de Malabo (Malabo)                        |                                                         |
| 22 janvier 2012 17h00 (UTC+1) | Drogba 39e    |       |        | Spectateurs : 5 000 Arbitrage : Rajindraparsad Seechurn | Spectateurs : 5 000 Arbitrage : Rajindraparsad Seechurn |
| 22 janvier 2012 17h00 (UTC+1) | Rapport       |       |        | Spectateurs : 5 000 Arbitrage : Rajindraparsad Seechurn | Spectateurs : 5 000 Arbitrage : Rajindraparsad Seechurn |

| 22 janvier 2012 | Burkina Faso | 1 - 2 | Angola                   | Nuevo Estadio de Malabo (Malabo)                 |                                                  |
| 20h00 (UTC+1)   | Traoré 57e   |       | Mateus 48e · Manucho 68e | Spectateurs : 17 000 Arbitrage : Mohamed Benouza | Spectateurs : 17 000 Arbitrage : Mohamed Benouza |
| 20h00 (UTC+1)   | Rapport      |       |                          | Spectateurs : 17 000 Arbitrage : Mohamed Benouza | Spectateurs : 17 000 Arbitrage : Mohamed Benouza |

2e journée
| 26 janvier 2012 | Soudan         | 2 - 2 | Angola                | Nuevo Estadio de Malabo (Malabo)               |                                                |
| 17h00 (UTC+1)   | Bashir 33e 70e |       | Manucho 5e 50e (pen.) | Spectateurs : 2 500 Arbitrage : Ali Lemghaifry | Spectateurs : 2 500 Arbitrage : Ali Lemghaifry |
| 17h00 (UTC+1)   | Rapport        |       |                       | Spectateurs : 2 500 Arbitrage : Ali Lemghaifry | Spectateurs : 2 500 Arbitrage : Ali Lemghaifry |

| 26 janvier 2012 | Côte d'Ivoire              | 2 - 0 | Burkina Faso | Nuevo Estadio de Malabo (Malabo)             |                                              |
| 20h00 (UTC+1)   | Kalou 16e · Koné 82e (csc) |       |              | Spectateurs : 4 000 Arbitrage : Gihed Gricha | Spectateurs : 4 000 Arbitrage : Gihed Gricha |
| 20h00 (UTC+1)   | Rapport                    |       |              | Spectateurs : 4 000 Arbitrage : Gihed Gricha | Spectateurs : 4 000 Arbitrage : Gihed Gricha |

3e journée
| 30 janvier 2012 | Soudan           | 2 - 1 | Burkina Faso | Estadio de Bata (Bata)                   |                                          |
| 19h00 (UTC+1)   | El Tahir 33e 80e |       | Dagano 90+2e | Spectateurs : 132 Arbitrage : Eric Otogo | Spectateurs : 132 Arbitrage : Eric Otogo |
| 19h00 (UTC+1)   | Rapport          |       |              | Spectateurs : 132 Arbitrage : Eric Otogo | Spectateurs : 132 Arbitrage : Eric Otogo |

| 30 janvier 2012 | Côte d'Ivoire        | 2 - 0 | Angola | Nuevo Estadio de Malabo (Malabo)             |                                              |
| 19h00 (UTC+1)   | Eboué 33e · Bony 64e |       |        | Spectateurs : 1 500 Arbitrage : Selim Jedidi | Spectateurs : 1 500 Arbitrage : Selim Jedidi |
| 19h00 (UTC+1)   | Rapport              |       |        | Spectateurs : 1 500 Arbitrage : Selim Jedidi | Spectateurs : 1 500 Arbitrage : Selim Jedidi |

### Groupe C
| Rang | Équipe  | Pts | J | G | N | P | Bp | Bc | Diff |
| ---- | ------- | --- | - | - | - | - | -- | -- | ---- |
| 1    | Gabon   | 9   | 3 | 3 | 0 | 0 | 6  | 2  | +4   |
| 2    | Tunisie | 6   | 3 | 2 | 0 | 1 | 4  | 3  | +1   |
| 3    | Maroc   | 3   | 3 | 1 | 0 | 2 | 4  | 5  | -1   |
| 4    | Niger   | 0   | 3 | 0 | 0 | 3 | 1  | 5  | -4   |

1re journée
| 23 janvier 2012 17h00 (UTC+1) | Gabon                        | 2 - 0 | Niger | Stade d'Angondjé (Libreville)                 |                                               |
|                               | Aubameyang 30e · N'Guéma 45e |       |       | Spectateurs : 38 000 Arbitrage : Eddy Maillet | Spectateurs : 38 000 Arbitrage : Eddy Maillet |
|                               | Rapport                      |       |       | Spectateurs : 38 000 Arbitrage : Eddy Maillet | Spectateurs : 38 000 Arbitrage : Eddy Maillet |

| 23 janvier 2012 20h00 (UTC+1) | Maroc      | 1 - 2 | Tunisie                | Stade d'Angondjé (Libreville)                   |                                                 |
|                               | Kharja 86e |       | Korbi 34e · Msakni 75e | Spectateurs : 18 000 Arbitrage : Daniel Bennett | Spectateurs : 18 000 Arbitrage : Daniel Bennett |
|                               | Rapport    |       |                        | Spectateurs : 18 000 Arbitrage : Daniel Bennett | Spectateurs : 18 000 Arbitrage : Daniel Bennett |

2e journée
| 27 janvier 2012 17h00 (UTC+1) | Tunisie               | 2 - 1 | Niger       | Stade d'Angondjé (Libreville)                  |                                                |
|                               | Msakni 4e · Jemâa 90e |       | N'Gounou 9e | Spectateurs : 20 000 Arbitrage : Janny Sikazwe | Spectateurs : 20 000 Arbitrage : Janny Sikazwe |
|                               | Rapport               |       |             | Spectateurs : 20 000 Arbitrage : Janny Sikazwe | Spectateurs : 20 000 Arbitrage : Janny Sikazwe |

| 27 janvier 2012 20h00 (UTC+1) | Gabon                                  | 3 - 2 | Maroc                 | Stade d'Angondjé (Libreville)                   |                                                 |
|                               | Aubameyang 77e · Cousin 79e · Zita 97e |       | Kharja 24e 90e (pen.) | Spectateurs : 35 000 Arbitrage : Bakary Gassama | Spectateurs : 35 000 Arbitrage : Bakary Gassama |
|                               | Rapport                                |       |                       | Spectateurs : 35 000 Arbitrage : Bakary Gassama | Spectateurs : 35 000 Arbitrage : Bakary Gassama |

3e journée
| 31 janvier 2012 19h00 (UTC+1) | Gabon          | 1 - 0 | Tunisie | Stade de Franceville (Franceville)                      |                                                         |
|                               | Aubameyang 62e |       |         | Spectateurs : 22 000 Arbitrage : Désiré Doué Noumandiez | Spectateurs : 22 000 Arbitrage : Désiré Doué Noumandiez |
|                               | Rapport        |       |         | Spectateurs : 22 000 Arbitrage : Désiré Doué Noumandiez | Spectateurs : 22 000 Arbitrage : Désiré Doué Noumandiez |

| 31 janvier 2012 19h00 (UTC+1) | Maroc        | 1 - 0 | Niger | Stade d'Angondjé (Libreville)                       |                                                     |
|                               | Belhanda 79e |       |       | Spectateurs : 4 000 Arbitrage : Hamada Nampiandraza | Spectateurs : 4 000 Arbitrage : Hamada Nampiandraza |
|                               | Rapport      |       |       | Spectateurs : 4 000 Arbitrage : Hamada Nampiandraza | Spectateurs : 4 000 Arbitrage : Hamada Nampiandraza |

### Groupe D
| Rang | Équipe   | Pts | J | G | N | P | Bp | Bc | Diff |
| ---- | -------- | --- | - | - | - | - | -- | -- | ---- |
| 1    | Ghana    | 7   | 3 | 2 | 1 | 0 | 4  | 1  | +3   |
| 2    | Mali     | 6   | 3 | 2 | 0 | 1 | 3  | 3  | 0    |
| 3    | Guinée   | 4   | 3 | 1 | 1 | 1 | 7  | 3  | +4   |
| 4    | Botswana | 0   | 3 | 0 | 0 | 3 | 2  | 9  | -7   |

1re journée
| 24 janvier 2012 | Ghana      | 1 - 0   | Botswana | Stade de Franceville (Franceville)            |                                               |
| 17h00 (UTC+1)   | Mensah 25e |         |          | Spectateurs : 5 000 Arbitrage : Badara Diatta | Spectateurs : 5 000 Arbitrage : Badara Diatta |
| 17h00 (UTC+1)   | Mensah 66e | Rapport |          | Spectateurs : 5 000 Arbitrage : Badara Diatta | Spectateurs : 5 000 Arbitrage : Badara Diatta |

| 24 janvier 2012 | Mali       | 1 - 0 | Guinée | Stade de Franceville (Franceville)            |                                               |
| 20h00 (UTC+1)   | Traoré 30e |       |        | Spectateurs : 10 000 Arbitrage : Selim Jedidi | Spectateurs : 10 000 Arbitrage : Selim Jedidi |
| 20h00 (UTC+1)   | Rapport    |       |        | Spectateurs : 10 000 Arbitrage : Selim Jedidi | Spectateurs : 10 000 Arbitrage : Selim Jedidi |

2e journée
| 28 janvier 2012 | Guinée                                                          | 6 - 1   | Botswana             | Stade de Franceville (Franceville)                 |                                                    |
| 17h00 (UTC+1)   | Diallo 15e 27e · Camara 42e · Traoré 45e · Bah 84e · Soumah 86e |         | Selolwane 23e (pen.) | Spectateurs : 4 000 Arbitrage : Bouchaïb El Ahrach | Spectateurs : 4 000 Arbitrage : Bouchaïb El Ahrach |
| 17h00 (UTC+1)   |                                                                 | Rapport | Motsepe 45e          | Spectateurs : 4 000 Arbitrage : Bouchaïb El Ahrach | Spectateurs : 4 000 Arbitrage : Bouchaïb El Ahrach |

| 28 janvier 2012 | Ghana               | 2 - 0 | Mali | Stade de Franceville (Franceville)              |                                                 |
| 20h00 (UTC+1)   | Gyan 63e · Ayew 76e |       |      | Spectateurs : 7 000 Arbitrage : Djamel Haimoudi | Spectateurs : 7 000 Arbitrage : Djamel Haimoudi |
| 20h00 (UTC+1)   | Rapport             |       |      | Spectateurs : 7 000 Arbitrage : Djamel Haimoudi | Spectateurs : 7 000 Arbitrage : Djamel Haimoudi |

3e journée
| 1er février 2012 | Mali                    | 2 - 1 | Botswana  | Stade d'Angondjé (Libreville)                        |                                                      |
| 19h00 (UTC+1)    | Dembélé 56e · Keita 74e |       | Ngele 50e | Spectateurs : 20 000 Arbitrage : Khalid Abdel Rahman | Spectateurs : 20 000 Arbitrage : Khalid Abdel Rahman |
| 19h00 (UTC+1)    | Rapport                 |       |           | Spectateurs : 20 000 Arbitrage : Khalid Abdel Rahman | Spectateurs : 20 000 Arbitrage : Khalid Abdel Rahman |

| 1er février 2012 | Ghana             | 1 - 1   | Guinée       | Stade de Franceville (Franceville)             |                                                |
| 19h00 (UTC+1)    | Agyemang-Badu 27e |         | Camara 45+2e | Spectateurs : 5 500 Arbitrage : Daniel Bennett | Spectateurs : 5 500 Arbitrage : Daniel Bennett |
| 19h00 (UTC+1)    |                   | Rapport | Bah 69e      | Spectateurs : 5 500 Arbitrage : Daniel Bennett | Spectateurs : 5 500 Arbitrage : Daniel Bennett |

## Tableau final
|  | Quarts de finale                  | Quarts de finale           | Quarts de finale                 | Quarts de finale           |          |          | Demi-finales               | Demi-finales               | Demi-finales                  | Demi-finales                  |                               |                               | Finale                            | Finale                            | Finale                            | Finale                            |
|  |                                   |                            |                                  |                            |          |          |                            |                            |                               |                               |                               |                               |                                   |                                   |                                   |                                   |
|  | 4 février 2012 17h00, Bata        | 4 février 2012 17h00, Bata | 4 février 2012 17h00, Bata       | 4 février 2012 17h00, Bata |          |          | 8 février 2012 17h00, Bata | 8 février 2012 17h00, Bata | 8 février 2012 17h00, Bata    | 8 février 2012 17h00, Bata    |                               |                               | 12 février 2012 20h00, Libreville | 12 février 2012 20h00, Libreville | 12 février 2012 20h00, Libreville | 12 février 2012 20h00, Libreville |
|  | 4 février 2012 17h00, Bata        | 4 février 2012 17h00, Bata | 4 février 2012 17h00, Bata       | 4 février 2012 17h00, Bata |          |          | 8 février 2012 17h00, Bata | 8 février 2012 17h00, Bata | 8 février 2012 17h00, Bata    | 8 février 2012 17h00, Bata    |                               |                               | 12 février 2012 20h00, Libreville | 12 février 2012 20h00, Libreville | 12 février 2012 20h00, Libreville | 12 février 2012 20h00, Libreville |
|  | 1er A                             | Zambie                     | 3                                | 3                          |          |          | 8 février 2012 17h00, Bata | 8 février 2012 17h00, Bata | 8 février 2012 17h00, Bata    | 8 février 2012 17h00, Bata    |                               |                               | 12 février 2012 20h00, Libreville | 12 février 2012 20h00, Libreville | 12 février 2012 20h00, Libreville | 12 février 2012 20h00, Libreville |
|  | 1er A                             | Zambie                     | 3                                | 3                          |          |          | 8 février 2012 17h00, Bata | 8 février 2012 17h00, Bata | 8 février 2012 17h00, Bata    | 8 février 2012 17h00, Bata    |                               |                               | 12 février 2012 20h00, Libreville | 12 février 2012 20h00, Libreville | 12 février 2012 20h00, Libreville | 12 février 2012 20h00, Libreville |
|  | 2e B                              | Soudan                     | 0                                | 0                          |          |          | 8 février 2012 17h00, Bata | 8 février 2012 17h00, Bata | 8 février 2012 17h00, Bata    | 8 février 2012 17h00, Bata    |                               |                               | 12 février 2012 20h00, Libreville | 12 février 2012 20h00, Libreville | 12 février 2012 20h00, Libreville | 12 février 2012 20h00, Libreville |
|  | 2e B                              | Soudan                     | 0                                | 0                          | Zambie   | Zambie   | 1                          | 1                          |                               |                               |                               |                               | 12 février 2012 20h00, Libreville | 12 février 2012 20h00, Libreville | 12 février 2012 20h00, Libreville | 12 février 2012 20h00, Libreville |
|  | 5 février 2012 20h00, Franceville |                            |                                  |                            | Zambie   | Zambie   | 1                          | 1                          |                               |                               |                               |                               | 12 février 2012 20h00, Libreville | 12 février 2012 20h00, Libreville | 12 février 2012 20h00, Libreville | 12 février 2012 20h00, Libreville |
|  |                                   |                            | Ghana                            | Ghana                      | 0        | 0        |                            |                            |                               |                               |                               |                               | 12 février 2012 20h00, Libreville | 12 février 2012 20h00, Libreville | 12 février 2012 20h00, Libreville | 12 février 2012 20h00, Libreville |
|  | 1er D                             | Ghana                      | Ghana                            | Ghana                      | 0        | 0        | 2 ap                       | 2 ap                       |                               |                               |                               |                               | 12 février 2012 20h00, Libreville | 12 février 2012 20h00, Libreville | 12 février 2012 20h00, Libreville | 12 février 2012 20h00, Libreville |
|  | 1er D                             | Ghana                      | 8 février 2012 20h00, Libreville |                            |          |          | 2 ap                       | 2 ap                       |                               |                               |                               |                               | 12 février 2012 20h00, Libreville | 12 février 2012 20h00, Libreville | 12 février 2012 20h00, Libreville | 12 février 2012 20h00, Libreville |
|  | 2e C                              | Tunisie                    | 1                                | 1                          |          |          |                            |                            |                               |                               |                               |                               | 12 février 2012 20h00, Libreville | 12 février 2012 20h00, Libreville | 12 février 2012 20h00, Libreville | 12 février 2012 20h00, Libreville |
|  | 2e C                              | Tunisie                    | 1                                | 1                          | Zambie   | Zambie   | 0ap (8)                    | 0ap (8)                    |                               |                               |                               |                               |                                   |                                   |                                   |                                   |
|  | 5 février 2012 17h00, Libreville  |                            |                                  |                            | Zambie   | Zambie   | 0ap (8)                    | 0ap (8)                    |                               |                               |                               |                               |                                   |                                   |                                   |                                   |
|  |                                   |                            | Côte d'Ivoire                    | Côte d'Ivoire              | 0 tab(7) | 0 tab(7) |                            |                            |                               |                               |                               |                               |                                   |                                   |                                   |                                   |
|  | 1er C                             | Gabon                      | Côte d'Ivoire                    | Côte d'Ivoire              | 0 tab(7) | 0 tab(7) | 1ap (4)                    | 1ap (4)                    |                               |                               |                               |                               |                                   |                                   |                                   |                                   |
|  | 1er C                             | Gabon                      |                                  |                            |          |          |                            |                            |                               |                               |                               |                               |                                   |                                   |                                   |                                   |
|  | 2e D                              | Mali                       | 1 tab(5)                         | 1 tab(5)                   |          |          |                            |                            |                               |                               |                               |                               |                                   |                                   |                                   |                                   |
|  | 2e D                              | Mali                       | 1 tab(5)                         | 1 tab(5)                   | Mali     | Mali     | 0                          | 0                          | Match pour la troisième place | Match pour la troisième place | Match pour la troisième place | Match pour la troisième place |                                   |                                   |                                   |                                   |
|  | 4 février 2012 20h00, Malabo      |                            |                                  |                            | Mali     | Mali     | 0                          | 0                          | Match pour la troisième place | Match pour la troisième place | Match pour la troisième place | Match pour la troisième place |                                   |                                   |                                   |                                   |
|  |                                   |                            | Côte d'Ivoire                    | Côte d'Ivoire              | 1        | 1        |                            |                            | 11 février 2012 20h00, Malabo | 11 février 2012 20h00, Malabo | 11 février 2012 20h00, Malabo | 11 février 2012 20h00, Malabo |                                   |                                   |                                   |                                   |
|  | 1er B                             | Côte d'Ivoire              | Côte d'Ivoire                    | Côte d'Ivoire              | 1        | 1        | 3                          | 3                          | 11 février 2012 20h00, Malabo | 11 février 2012 20h00, Malabo | 11 février 2012 20h00, Malabo | 11 février 2012 20h00, Malabo |                                   |                                   |                                   |                                   |
|  | 1er B                             | Côte d'Ivoire              |                                  |                            |          |          |                            | 3                          |                               |                               | Ghana                         | Ghana                         | 0                                 | 0                                 |                                   |                                   |
|  | 2e A                              | Guinée équatoriale         | 0                                | 0                          |          |          |                            |                            |                               |                               | Ghana                         | Ghana                         | 0                                 | 0                                 |                                   |                                   |
|  | 2e A                              | Guinée équatoriale         | 0                                | 0                          | Mali     | Mali     | 2                          | 2                          |                               |                               |                               |                               |                                   |                                   |                                   |                                   |
|  |                                   |                            |                                  |                            |          |          |                            |                            |                               |                               |                               |                               |                                   |                                   |                                   |                                   |

### Quarts de finale
| 4 février 2012 | Zambie                                 | 3 - 0   | Soudan     | Stade de Bata (Bata)                         |                                              |
| 17h00 (UTC+1)  | Sunzu 15e · Katongo 66e · Chamanga 86e |         |            | Spectateurs : 200 Arbitrage : Bakary Gassama | Spectateurs : 200 Arbitrage : Bakary Gassama |
| 17h00 (UTC+1)  |                                        | Rapport | Masawi 65e | Spectateurs : 200 Arbitrage : Bakary Gassama | Spectateurs : 200 Arbitrage : Bakary Gassama |

| 4 février 2012 | Côte d'Ivoire              | 3 - 0 | Guinée équatoriale | Nuevo Estadio de Malabo (Malabo)              |                                               |
| 20h00 (UTC+1)  | Drogba 36e 70e · Touré 82e |       |                    | Spectateurs : 12 500 Arbitrage : Eddy Maillet | Spectateurs : 12 500 Arbitrage : Eddy Maillet |
| 20h00 (UTC+1)  | Rapport                    |       |                    | Spectateurs : 12 500 Arbitrage : Eddy Maillet | Spectateurs : 12 500 Arbitrage : Eddy Maillet |

| 5 février 2012 | Gabon                                         | 1 - 1 a. p.       | Mali                                        | Stade d'Angondjé (Libreville)                              |                                                            |
| 17h00 (UTC+1)  | Mouloungui 55e                                |                   | Diabaté 84e                                 | Spectateurs : 30 000 Arbitrage : Djamel Haimoudi (Algérie) | Spectateurs : 30 000 Arbitrage : Djamel Haimoudi (Algérie) |
| 17h00 (UTC+1)  | Rapport                                       |                   |                                             | Spectateurs : 30 000 Arbitrage : Djamel Haimoudi (Algérie) | Spectateurs : 30 000 Arbitrage : Djamel Haimoudi (Algérie) |
| 17h00 (UTC+1)  | Poko · Zita · Mouloungui · Aubameyang · Manga | Tirs au but 4 - 5 | Diabaté · Yatabaré · Kanté · Traoré · Keita | Spectateurs : 30 000 Arbitrage : Djamel Haimoudi (Algérie) | Spectateurs : 30 000 Arbitrage : Djamel Haimoudi (Algérie) |

| 5 février 2012 | Ghana                  | 2 - 1 a. p. | Tunisie        | Stade de Franceville (Franceville)          |                                             |
| 20h00 (UTC+1)  | Mensah 10e · Ayew 101e |             | Khalifa 42e    | Spectateurs : 8 000 Arbitrage : Sidi Alioum | Spectateurs : 8 000 Arbitrage : Sidi Alioum |
| 20h00 (UTC+1)  |                        | Rapport     | Abdennour 109e | Spectateurs : 8 000 Arbitrage : Sidi Alioum | Spectateurs : 8 000 Arbitrage : Sidi Alioum |

### Demi-finales
| 8 février 2012 | Zambie     | 1 - 0   | Ghana       | Stade de Bata (Bata)                             |                                                  |
| 17h00 (UTC+1)  | Mayuka 79e |         |             | Spectateurs : 12 000 Arbitrage : Mohamed Benouza | Spectateurs : 12 000 Arbitrage : Mohamed Benouza |
| 17h00 (UTC+1)  |            | Rapport | Boateng 84e | Spectateurs : 12 000 Arbitrage : Mohamed Benouza | Spectateurs : 12 000 Arbitrage : Mohamed Benouza |

| 8 février 2012 | Mali    | 0 - 1 | Côte d'Ivoire | Stade d'Angondjé (Libreville)                   |                                                 |
| 20h00 (UTC+1)  |         |       | Gervinho 45e  | Spectateurs : 32 000 Arbitrage : Daniel Bennett | Spectateurs : 32 000 Arbitrage : Daniel Bennett |
| 20h00 (UTC+1)  | Rapport |       |               | Spectateurs : 32 000 Arbitrage : Daniel Bennett | Spectateurs : 32 000 Arbitrage : Daniel Bennett |

### Match pour la troisième place
| 11 février 2012 | Ghana           | 0 - 2   | Mali            | Nuevo Estadio de Malabo (Malabo)              |                                               |
| 20h00 (UTC+1)   |                 |         | Diabaté 23e 80e | Spectateurs : 15 000 Arbitrage : Gihed Gricha | Spectateurs : 15 000 Arbitrage : Gihed Gricha |
| 20h00 (UTC+1)   | Vorsah 47e, 64e | Rapport |                 | Spectateurs : 15 000 Arbitrage : Gihed Gricha | Spectateurs : 15 000 Arbitrage : Gihed Gricha |

### Finale
| 12 février 2012 | Zambie                                                                                 | 0 - 0 a. p.       | Côte d'Ivoire                                                             | Stade d'Angondjé (Libreville)                  |                                                |
| 20h30 (UTC+1)   |                                                                                        |                   |                                                                           | Spectateurs : 40 000 Arbitrage : Badara Diatta | Spectateurs : 40 000 Arbitrage : Badara Diatta |
| 20h30 (UTC+1)   | Rapport                                                                                |                   |                                                                           | Spectateurs : 40 000 Arbitrage : Badara Diatta | Spectateurs : 40 000 Arbitrage : Badara Diatta |
| 20h30 (UTC+1)   | C.Katongo · Mayuka · Chansa · F.Katongo · Mweene · Sinkala · Chisamba · Kalaba · Sunzu | Tirs au but 8 - 7 | Tioté · Bony · Bamba · Gradel · Drogba · Tiéné · Konan · Touré · Gervinho | Spectateurs : 40 000 Arbitrage : Badara Diatta | Spectateurs : 40 000 Arbitrage : Badara Diatta |

## Statistiques, classements et buteurs

### Classement de la compétition
| Classement de la Coupe d'Afrique des nations |                    |                         |
| \| Place \| Nation \| Stade de la compétition \| \| ------------------ \| ------------------ \| ----------------------- \| \| Médaille d'or \| Zambie \| Vainqueur \| \| Médaille d'argent \| Côte d'Ivoire \| Finaliste \| \| Médaille de bronze \| Mali \| Demi-finale \| \| 4 \| Ghana \| Demi-finale \| \| 5 \| Gabon \| Quarts de finale \| \| 6 \| Tunisie \| Quarts de finale \| \| 7 \| Guinée équatoriale \| Quarts de finale \| \| 8 \| Soudan \| Quarts de finale \| \| 9 \| Guinée \| Premier tour \| \| 10 \| Libye \| Premier tour \| \| 11 \| Angola \| Premier tour \| \| 12 \| Maroc \| Premier tour \| \| 13 \| Sénégal \| Premier tour \| \| 14 \| Burkina Faso \| Premier tour \| \| 15 \| Niger \| Premier tour \| \| 16 \| Botswana \| Premier tour \| |                    |                         |
| Place | Nation             | Stade de la compétition |
| Médaille d'or | Zambie             | Vainqueur               |
| Médaille d'argent | Côte d'Ivoire      | Finaliste               |
| Médaille de bronze | Mali               | Demi-finale             |
| 4 | Ghana              | Demi-finale             |
| 5 | Gabon              | Quarts de finale        |
| 6 | Tunisie            | Quarts de finale        |
| 7 | Guinée équatoriale | Quarts de finale        |
| 8 | Soudan             | Quarts de finale        |
| 9 | Guinée             | Premier tour            |
| 10 | Libye              | Premier tour            |
| 11 | Angola             | Premier tour            |
| 12 | Maroc              | Premier tour            |
| 13 | Sénégal            | Premier tour            |
| 14 | Burkina Faso       | Premier tour            |
| 15 | Niger              | Premier tour            |
| 16 | Botswana           | Premier tour            |

### Classement des buteurs
| Place              | Joueur                    | Buts | Passes décisives | Temps de jeu |
| ------------------ | ------------------------- | ---- | ---------------- | ------------ |
| Médaille d'or      | Emmanuel Mayuka           | 3    | -                | 479          |
| Médaille d'argent  | Cheick Diabaté            | 3    | -                | 369          |
| Médaille de bronze | Pierre-Emerick Aubameyang | 3    | -                | 384          |
| 4                  | Didier Drogba             | 3    | -                | 491          |
| 5                  | Chris Katongo             | 3    | -                | 569          |
| 6                  | Houssine Kharja           | 3    | -                | 220          |
| 7                  | Manucho                   | 3    | -                | 270          |
| 8                  | André Ayew                | 2    | -                | 441          |
| 9                  | Ihaab Boussefi            | 2    | -                | 198          |
| 10                 | Sadio Diallo              | 2    | -                | 181          |

### Passes décisives
Le meilleur passeur du tournoi est le Guinéen Abdoul Camara avec 3 passes décisives.

### Équipe type du tournoi
| Gardiens       | Défenseurs                                                   | Milieux                                          | Attaquants                  |
| -------------- | ------------------------------------------------------------ | ------------------------------------------------ | --------------------------- |
| Kennedy Mweene | Jean-Jacques Gosso Stophira Sunzu John Mensah Adama Tamboura | Emmanuel Mayuka Yaya Touré Gervinho Seydou Keita | Chris Katongo Didier Drogba |

| 0                                                                    | 0                                          | 0                                                             |
| -------------------------------------------------------------------- | ------------------------------------------ | ------------------------------------------------------------- |
| Boubacar Barry Copa Kwadwo Asamoah Mudathir El Tahir Rainford Kalaba | Rui Youssef Msakni Manucho Eric Mouloungui | Sadio Diallo Pierre Aubameyang Cheick Diabaté Houssine Kharja |

### Récompenses annexes
| Prix                       | Lauréat            |
| -------------------------- | ------------------ |
| Meilleur joueur            | Chris Katongo      |
| Meilleur buteur            | Emmanuel Mayuka    |
| Prix du fair-play (Joueur) | Jean-Jacques Gosso |
| Prix du fair-play (Nation) | Côte d'Ivoire      |